# Little Saigon, San Diego

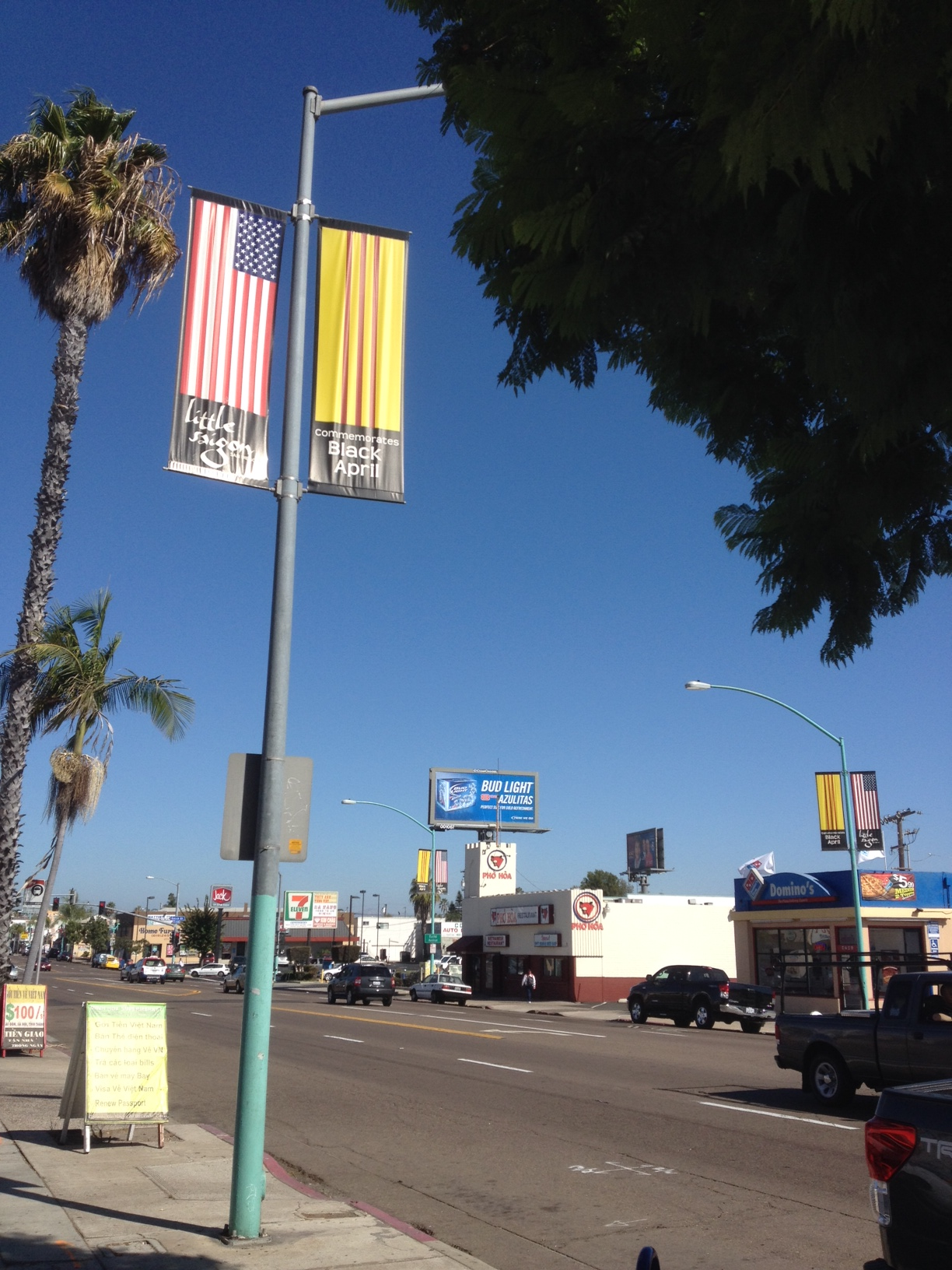
Biểu ngữ Little Saigon trên đại lộ El Cajon.

Little Saigon, San Diego là một vùng bao bọc sắc tộc người Việt ở City Heights, San Diego, tọa lạc trên Đại lộ El Cajon giữa đại lộ Euclid và Highland.

## Lịch sử
Quỹ Little Saigon San Diego thành lập tháng 11 năm 2008 với sứ mệnh "hồi sinh khu thương mại đông dân của người Việt trên Đại lộ El Cajon".
Ngày 4 tháng 6 năm 2013, Hội đồng Thành phố đã phê duyệt Khu Văn hóa và Thương mại Little Saigon ở City Heights, là khu vực gồm sáu dãy nhà của Đại lộ El Cajon từ đại lộ Euclid đến đại lộ Highland. Quận này vốn nổi tiếng như một trung tâm ẩm thực và văn hóa Việt Nam. Kể từ năm 2013, Quỹ Little Saigon San Diego đã tổ chức một trong những sự kiện Tết Nguyên Đán tại thành phố với  lễ hội Tết Nguyên Đán hàng năm tại Sân vận động SDCCU, nơi số tiền thu được dùng để phát triển và quảng bá quận này.
Ngày 1 tháng 2 năm 2019, các biển báo Little Saigon nằm gần lối ra Đại lộ El Cajon trên Xa lộ Liên tiểu bang 15 đã được khánh thành.